# Rezerwat przyrody Olszyny
Rezerwat przyrody Olszyny – leśny rezerwat przyrody utworzony w 1980 r. na terenie gminy Magnuszew.
Celem ochrony jest zachowanie lasu łęgowego naturalnego pochodzenia z udziałem jaworu na granicy jego zasięgu.